# 200 meter frisim för damer i simning vid olympiska sommarspelen 2024
Damernas 200 meter frisim vid olympiska sommarspelen 2024 avgjordes mellan den 28 och 29 juli 2024 i Paris La Défense Arena.

## Resultat

### Försöksheat
Simmarna med de 16 bästa tiderna gick vidare till semifinal.
| Placering | Heat | Bana | Simmare                  | Nation                | Tid     | Noteringar |
| --------- | ---- | ---- | ------------------------ | --------------------- | ------- | ---------- |
| 1         | 3    | 4    | Mollie O'Callaghan       | Australien            | 1.55,79 | 0Q0        |
| 2         | 4    | 3    | Mary-Sophie Harvey       | Kanada                | 1.56,21 | 0Q0        |
| 3         | 4    | 4    | Ariarne Titmus           | Australien            | 1.56,23 | 0Q0        |
| 4         | 2    | 3    | Li Bingjie               | Kina                  | 1.56,28 | 0Q0        |
| 5         | 2    | 4    | Siobhan Haughey          | Hongkong              | 1.56,38 | 0Q0        |
| 6         | 2    | 5    | Claire Weinstein         | USA                   | 1.56,48 | 0Q0        |
| 7         | 3    | 3    | Erika Fairweather        | Nya Zeeland           | 1.56,54 | 0Q0        |
| 8         | 2    | 6    | Maria Fernanda Costa     | Brasilien             | 1.56,65 | 0Q0        |
| 9         | 4    | 5    | Yang Junxuan             | Kina                  | 1.56,83 | 0Q0        |
| 10        | 3    | 5    | Barbora Seemanová        | Tjeckien              | 1.57,02 | 0Q0        |
| 11        | 4    | 6    | Erin Gemmell             | USA                   | 1.57,23 | 0Q0        |
| 12        | 3    | 2    | Valentine Dumont         | Belgien               | 1.57,50 | 0Q0        |
| 13        | 2    | 2    | Minna Ábrahám            | Ungern                | 1.57,77 | 0Q0        |
| 14        | 4    | 2    | Aimee Canny              | Sydafrika             | 1.57,81 | 0Q0        |
| 15        | 3    | 7    | Snæfríður Jórunnardóttir | Island                | 1.58,32 | 0Q0        |
| 16        | 4    | 1    | Rebecca Diaconescu       | Rumänien              | 1.59,29 | 0Q0        |
| 17        | 4    | 7    | Julia Mrozinski          | Tyskland              | 1.59,87 |            |
| 18        | 2    | 1    | Enkhkhuslen Batbayar     | Mongoliet             | 1.59,94 |            |
| 19        | 2    | 7    | Lea Polonsky             | Israel                | 2.00,38 |            |
| 20        | 3    | 1    | María Yegres             | Venezuela             | 2.00,66 |            |
| 21        | 4    | 8    | Andrea Becali            | Kuba                  | 2.03,38 |            |
| 22        | 3    | 8    | Julimar Ávila            | Honduras              | 2.04,88 |            |
| 23        | 1    | 4    | Dhinidhi Desinghu        | Indien                | 2.06,96 |            |
| 24        | 2    | 8    | Lojine Abdalla Salah     | Egypten               | 2.07,19 |            |
| 25        | 1    | 5    | Ariana Dirkzwager        | Laos                  | 2.07,22 |            |
| 26        | 1    | 3    | Jehanara Nabi            | Pakistan              | 2.10,69 |            |
| 27        | 1    | 6    | Kaltra Meca              | Albanien              | 2.12,21 |            |
| 28        | 1    | 7    | Maha Alshehhi            | Förenade Arabemiraten | 2.17,17 |            |
| 29        | 1    | 1    | Mashael Meshari A Alayed | Saudiarabien          | 2.19,61 |            |
| 30        | 1    | 2    | Duana Lama               | Nepal                 | 2.20,74 |            |
|           | 3    | 6    | Nikolett Pádár           | Ungern                | 0DSQ0   |            |

### Semifinaler
Simmarna med de 8 bästa tiderna gick vidare till final.
| Placering | Heat | Bana | Simmare                  | Nation      | Tid     | Noteringar |
| --------- | ---- | ---- | ------------------------ | ----------- | ------- | ---------- |
| 1         | 2    | 5    | Ariarne Titmus           | Australien  | 1.54,64 | 0Q0        |
| 2         | 2    | 4    | Mollie O'Callaghan       | Australien  | 1.54,70 | 0Q0        |
| 3         | 1    | 3    | Claire Weinstein         | USA         | 1.55,24 | 0Q0        |
| 4         | 2    | 3    | Siobhan Haughey          | Hongkong    | 1.55,51 | 0Q0        |
| 5         | 2    | 2    | Yang Junxuan             | Kina        | 1.55,90 | 0Q0        |
| 6         | 1    | 2    | Barbora Seemanová        | Tjeckien    | 1.56,06 | 0Q0        |
| 7         | 2    | 6    | Erika Fairweather        | Nya Zeeland | 1.56,31 | 0Q0        |
| 8         | 1    | 4    | Mary-Sophie Harvey       | Kanada      | 1.56,37 | 0Q0        |
| 9         | 2    | 7    | Erin Gemmell             | USA         | 1.56,46 |            |
| 10        | 1    | 5    | Li Bingjie               | Kina        | 1.56,56 |            |
| 11        | 1    | 6    | Maria Fernanda Costa     | Brasilien   | 1.56,89 |            |
| 12        | 1    | 1    | Aimee Canny              | Sydafrika   | 1.57,34 |            |
| 13        | 1    | 7    | Valentine Dumont         | Belgien     | 1.57,50 |            |
| 14        | 2    | 1    | Minna Ábrahám            | Ungern      | 1.57,78 |            |
| 15        | 2    | 8    | Snæfríður Jórunnardóttir | Island      | 1.58,78 |            |
| 16        | 1    | 8    | Rebecca Diaconescu       | Rumänien    | 1.59,58 |            |

### Final
| Placering | Bana | Simmare            | Nation      | Tid     | Noteringar |
| --------- | ---- | ------------------ | ----------- | ------- | ---------- |
| 1         | 5    | Mollie O'Callaghan | Australien  | 1.53,27 | 0OR0       |
| 2         | 4    | Ariarne Titmus     | Australien  | 1.53,81 |            |
| 3         | 6    | Siobhan Haughey    | Hongkong    | 1.54,55 |            |
| 4         | 8    | Mary-Sophie Harvey | Kanada      | 1.55,29 |            |
| 5         | 2    | Yang Junxuan       | Kina        | 1.55,38 |            |
| 6         | 7    | Barbora Seemanová  | Tjeckien    | 1.55,47 |            |
| 7         | 1    | Erika Fairweather  | Nya Zeeland | 1.55,59 |            |
| 8         | 3    | Claire Weinstein   | USA         | 1.56,60 |            |